# Triorla spinosa
Triorla spinosa là một loài ruồi trong họ Asilidae. Triorla spinosa được Tomasovic miêu tả năm 2002. Loài này phân bố ở vùng Tân nhiệt đới.